# Cebrennus logunovi
Cebrennus logunovi là một loài nhện trong họ Sparassidae.
Loài này thuộc chi Cebrennus. Cebrennus logunovi được Peter Jäger miêu tả năm 2000.